# Betty Sedlmayr
Betty Sedlmayr; eigentlich Barbara Sedlmayr (* 4. Dezember 1904 in München; † 22. Juni 2004; auch Betty Sedelmayr) war eine deutsche Schauspielerin und Operettensängerin.

## Leben
Betty Sedlmayr wurde als Tochter des Werkmeisters Ferdinand Sedlmayr und seiner Ehefrau Katharina geboren. Im Anschluss an eine Gesangsausbildung spielte sie erste Rollen am Theater am Gärtnerplatz in München. Nach einem Gastspiel in Bamberg wurde sie als Soubrette an das Volkstheater München engagiert. Es folgten Stationen an Bühnen in Berlin (Rose-Theater, Plaza und Komödie).
Sedlmayr wirkte ab 1934 auch in verschiedenen Filmproduktionen überwiegend in Nebenrollen mit. Darunter gehörten unter anderem Spielfilme wie Der Student von Prag aus dem Jahr 1935 in der Regie von Arthur Robison mit Adolf Wohlbrück, Theodor Loos und Dorothea Wieck, 1936 Der Jäger von Fall von Hans Deppe mit Paul Richter, Franz Loskarn und Hans Adalbert Schlettow und 1940 Der Sündenbock ebenfalls in der Regie von Hans Deppe mit Karl Hellmer, Hilde Körber und Ernst Waldow. Sedlmayr stand 1944 in der Gottbegnadeten-Liste des Reichsministeriums für Volksaufklärung und Propaganda.
Nach Ende des Zweiten Weltkriegs wendete sich Sedlmayr, neben Gastspieltätigkeiten an Theatern, auch dem Hörfunk zu. Für die Sender RIAS Berlin, Nordwestdeutscher Rundfunk (NWDR) und Bayerischer Rundfunk hatte sie Auftritte in zahlreichen Sendungen. Ebenso kamen im Jahr 1949 gemeinsam mit Armin Münch Schallplattenaufnahmen (Produktion Amiga) mit Liedern von Walter Kollo hinzu.
1974 war Sedlmayr erstmals in einer Fernsehproduktion zu sehen. In der Fernsehfassung der Franz Lehár–Operette Das Land des Lächelns von Arthur Maria Rabenalt verkörperte sie die Rolle der Generalin. An ihrer Seite spielten René Kollo, Birgit Sarata und Dagmar Koller.
Betty Sedlmayr war mit dem Schauspieler und Operettensänger Hermann Mayer-Falkow verheiratet. Sie starb im Alter von 99 Jahren und wurde auf dem Sendlinger Friedhof Am Harras in München beigesetzt.

## Filmografie
- 1934: Nischt geht über die Gemütlichkeit (Kurzfilm)
- 1934: Der Polizeibericht meldet
- 1934: Was bin ich ohne Dich
- 1934: Die Töchter Ihrer Exzellenz
- 1934: Der junge Baron Neuhaus
- 1935: Regine
- 1935: Das Mädchen vom Moorhof
- 1935: Endstation
- 1935: Der Ammenkönig
- 1935: Der Student von Prag
- 1936: Der Jäger von Fall
- 1937: Patrioten
- 1937: Der Lachdoktor
- 1940: Der Sündenbock
- 1942: Violanta
- 1974: Das Land des Lächelns (Fernsehfassung)